# 鳥取県の図書館一覧
鳥取県の図書館一覧（とっとりけんのとしょかんいちらん）は、鳥取県内にある全ての図書館の一覧である。（学校図書館を除く。）

## 県立図書館
- 鳥取県立図書館

## 市町立図書館

### 市部
- 鳥取市立図書館
  - 中央図書館
  - 用瀬図書館
  - 気高図書館
- 米子市立図書館
- 倉吉市立図書館
  - せきがね図書館
- 境港市民図書館

### 町部
- 岩美町立図書館
- 八頭町立図書館
  - 八頭町立郡家図書館
  - 八頭町立船岡図書館
  - 八頭町立八東図書館
- わかさ生涯学習情報館
- 智頭町立智頭図書館
- 湯梨浜町立図書館
- 町立みささ図書館
- 北栄町図書館
  - 北栄町図書館北条分室
- 琴浦町図書館
  - 琴浦町図書館赤碕分館
- 南部町立図書館
  - 南部町立法勝寺図書館
  - 南部町立天萬図書館
- 大山町立図書館
  - 大山町立図書館大山分館
  - 大山町立図書館名和分館
- 伯耆町図書館
  - 伯耆町溝口図書館
  - 伯耆町岸本図書館
- 日南町図書館
- 日野町立図書館
- 江府町立図書館